# Альчинас, Тони
Антонио Альчинас Эстельрич (исп. Antonio Alcinas Estelrich; род. 7 апреля 1979, Кампос, Балеарские Острова) — испанский профессиональный игрок в дартс, выступающий в турнирах Профессиональной корпорации дартса (PDC).

## Карьера
Альчинас начал участвовать в европейских турнирах PDC в 2010 году. После выхода в четвертьфинал Players Championship в Харлеме в июне 2010 года он прошёл квалификацию на чемпионат Европы через благодаря рейтингу. Он потерпел поражение со счетом 3:6 в первом раунде от Марка Уолша, несмотря на то, что он закрыл 160 и вёл в матче 3:2.
Альчинас достиг своего первого финала Players Championship в январе 2011 года, проиграв 4:6 Ронни Бакстеру в Халле.
На чемпионате мира 2012 года Альчинас проиграл со счетом 2:3 в первом раунде Энди Хэмилтону. Он показал средний бросок 107,82 и выиграл первый сет, имел два дротика в первом леге решающего сета, но в конечном итоге проиграл со средним показателем 98,76, что стало третьим по величине средним показателем среди всех игроков в первом раунде. Вместе с Карлосом Родригесом выступил на Кубке мира 2012 года, но они не смогли повторить свой успех 2010 года, поскольку в первом раунде проиграли со счетом 2:5 Южной Африке. Остаток 2012 года оказался разочаровывающим для Альчинаса, поскольку он принял участие в 22 мероприятиях PDC ProTour, а его лучшим результатом был выход в 1/16 финала, где он проиграл Деннису Пристли в квалификации UK Open. В попытке пройти квалификацию на чемпионат мира 2013 года он проиграл в полуфинале Стефану Кувенбергу. После чемпионата мира Альчинас занял 60-е место в мире, войдя в число 64 лучших, и сохранил Карту тура.
Альчинас играл с Карлосом Родригесом в третий раз на Кубке мира по дартсу, и они вышли из группы D благодаря победе над Италией со счетом 5:3. Затем они повторили успех 2010 года, одержав победу над шотландской парой Гэри Андерсон и Роберт Торнтон со счётом 5:4 и вышли на валлийцев Ричи Бернетта и Марка Уэбстера в четвертьфинале. Альчинас не использовал четыре дротика на матч в одиночной игре против Уэбстера и проиграл 3:4, но Родригес обыграл Бернетта с тем же счетом, что означало, что для определения победителя был необходим парный матч. Испания повела в счете 2:1, но проиграла 2:4. В квалификации к UK Open дошёл до 1/8 финала, где проиграл шотландцу Роберту Торнтону. На Открытом чемпионате Великобритании Альчинас проиграл 3:5 Даррену Джонсону в предварительном раунде. Альчинас не участвовал во всех турнирах PDC и заработал всего 1350 фунтов стерлингов в течение года, опустившись 142-е место в рейтинге. Он вступил в Q-School ради Карты тура и преуспел в первый же день, победив Брайана Вудса со счетом 5:3 в финальном матче.
В марте 2014 года Альчинас победил Гленна Спиринга и Мэтью Эдгара и впервые в своей карьере вышел в третий раунд UK Open, где его победил Кристиан Кист со счетом 9:2. Он продвинулся в 1/8 финала на седьмом чемпионате Players Championship благодаря победам над Найджелом Хейдоном, Марком Барилли и Стюартом Келлеттом, прежде чем уступил 3:6 Кигану Брауну. Во втором раунде Кубка мира по дартсу Альчинас и Родригес проиграли свои одиночные матчи голландской паре Майклу ван Гервену и Раймонду ван Барневельду и покинули турнир. Год спустя испанцы вновь проиграли, на этот раз Тони играл с Кристо Рейесом. В первом раунде они уступили бельгийским братьям Киму и Ронни Хёйбрехтсам. В индивидуальных соревнованиях в течение 2015 года Альчинас квалифицировался на International Darts Open and European Darts Grand Prix, но выбыл в первых раундах обоих турниров. Он дошёл до финала отборочного турнира Южной Европы на чемпионат мира 2016 года и проиграл 4:6 греку Джону Майклу.
В 2016 году Альчинас достиг 1/16 финала в 6-м и 9-м турнирах Players Championship, уступив, соответственно, 3:6 Стиву Брауну 2:6 Джо Каллену. Он победил Стюарта Келлетта 6:1 в первом раунде Гибралтарского Дартс Трофи, а затем уступил 5:6 Иэну Уайту во втором раунде. Альчинас и Кристо Рейес едва не устроили сенсацию в первом раунде Кубка мира, проиграв лишь со счетом 4:5 англичанам Филу Тейлору и Адриану Льюису.
В январе 2017 года Альчинас получил новую двухлетнюю Карту тура PDC, победив Джимми Хендрикса 5:0 в финале последнего турнира Q-School. Альчинас и Кристо Рейес проиграли со счетом 0:4 в решающем парном матче второго раунда чемпионата мира сингапурцам Полу Лиму и Хариту Лиму. На чемпионате мира 2018 он обыграл своего коллегу из Испании Кристо Рейеса со счетом 3:1 и впервые вышел во второй раунд. Затем он обыграл немца Кевина Мюнха 4:1 и вышел в 1/8 финала, где проиграл 0:4 Даррену Уэбстеру.

## Выступления на чемпионатах мира

### PDC
- 2011: Первый раунд (поражение от Джеймса Уэйда 0-3)
- 2012: Первый раунд (поражение от Энди Хэмильтона 2-3)
- 2018: Третий раунд (поражение от Даррена Уэбстера 0-4)
- 2019: Третий раунд (поражение от Бенито ван де Паса 2-4)